# Palazzo delle Corti
Il Palazzo delle Corti è un edificio storico di Madrid, che si affaccia su plaza de las Cortes, in cui ha sede il Congresso dei deputati della Spagna.

## Storia

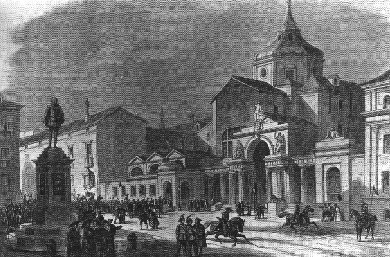
Convento dello Spirito Santo, situato nel terreno oggi occupato dal Palazzo delle Corti.

Sul terreno dove oggi sorge il Palazzo delle Corti, si trovava il convento dello Spirito Santo dell'ordine dei Chierici Minori, che bruciò nel 1823. Nel 1834 il Partito Moderato di Francisco Martínez de la Rosa decise che le sue riunioni si sarebbero tenute provvisoriamente nella chiesa del convento. Quando il Partito Progressista assunse il potere, prese la decisione di costruire un nuovo edificio nella piazza delle Corti.
Progettato da Narciso Pascual Colomer, fu inaugurato il 31 ottobre 1850.
Nel corso degli anni l'edificio subì vari interventi e ampliamenti, l'ultimo dei quali nel 2006.
Nel 2013, alcuni lavori di ristrutturazione hanno portato alla scoperta di vari problemi strutturali, dovuti in gran parte ad infiltrazioni di umidità.